# Model MASTAR tranzystora MOS

## Model MASTAR tranzystora MOS
MASTAR (Model for Analog and Digital Simulation of MOS Transistors) jest obliczeniowym modelem tranzystora MOSFET MOS. Został opracowany przy zastosowaniu metody VDT (ang. Voltage Doping Transformation). Cechą modelu MASTAR jest dobra dokładność oraz ciągłość charakterystyki I-V wraz z pochodnymi we wszystkich zakresach polaryzacji. Model został zaimplementowany w niektórych programach wspomagających projektowanie układów elektronicznych, lecz nie jest tak rozpowszechniony jak modele EKV, HiSIM, PSP, BSIM. Jest stosowany przez komitet ITRS (ang. International Technology Roadmap for Semiconductors) do opracowania prognoz rozwoju konstrukcji tranzystorów MOS.